# Psilenchus hilarulus
Psilenchus hilarulus är en rundmaskart som beskrevs av De Man 1921. Psilenchus hilarulus ingår i släktet Psilenchus och familjen Tylenchidae. Inga underarter finns listade i Catalogue of Life.